# 同步廣播
同步廣播，或称为“聯播”，是指多個傳播媒體（電視台、廣播電台等）在同一時段同時播放同一節目內容。在此以電視播出型式為主。

## 各地情况

### 大中华地区

#### 中國大陸
中国國內各个省级地方电视频道，必须按国家广播电影电视总局规定，在晚间7点转播中国中央电视台的《新闻联播》节目。而且各个地方电视台需将此节目放至本地覆盖最广的频道，因大多数省级电视台覆盖最广的频道均为第一套节目（卫星频道），因此多为卫星频道转播。上海文广传媒集团旗下的东方卫视曾享有豁免特权，可以不转播中央电视台新闻联播，后在2007年习近平出任中共上海市委书记后，迫于压力，东方卫视也开始转播中央电视台新闻联播节目。广东省、江苏省的部分市级电视台不会转播新闻联播，全国也有部分电视台将此节目放在非主要频道上转播，如广州电视台、长春电视台、西安电视台等，直至2015年4月统一安排转播以及改到综合频道转播。
除新闻之外，广电总局也会要求地方电视台和地方电台对有重要新闻內容的中央电视台与中央人民广播电台节目进行联播，常规性的如全国人大、全国政协以及中共全国代表大会的开闭幕式、国务院总理的记者会等（自2014年起，全国两会已不再要求地方电视台强制转播，而是各地方电视台根据实际情况自愿选择是否转播），非常规的情况如1999年7月23日至26日的《焦点访谈》、1997年的邓小平追悼会。
另外中國電視體育聯播平台、以及面向县级的公共频道也屬於此類。
此外，上星综合频道的晚间黄金时段电视剧亦是如此，“一剧双星”即一部新剧两家卫视同时段播出。

#### 香港及澳門
- 無綫電視在高清翡翠台时期，部分高清節目與翡翠台同步廣播。新聞節目亦與其他各個新聞台作同步廣播。亞洲電視新聞節目、綜合性節目在本港台與亚洲台或者国际台與亚洲台同步播放。另外香港電台的电视节目也会通过港台電視31、31A与翡翠台进行同时段播出。这种情况在中国大陆通常称“并机播出”，但隨著高清翡翠台及亞洲電視及TVB新聞台分別於2016年2月22日、4月1日及2019年1月停播，現時只有無綫電視的香港早晨同步廣播 ，now新聞台部分新聞節目會於財經台及免費頻道ViuTV進行聯播，有線電視新聞台及財經台節目會與香港開電視聯播，部分節目更於澳門澳廣視的頻道進行聯播。
- 香港若有全港性、國家性、國際性的新聞，多個電視台（含凤凰卫视），甚至同一電視台下的多個頻道皆作同時廣播，如香港特首《施政報告》、立法會答問大會、國家領導人訪問香港和北京奧運等等。
- 澳門澳廣視部分頻道亦有同步播放嘅安排。
- 在明珠台在19:00播放的《手語新聞報道》的內容，於無綫新聞台同時間播放《新聞報道》無異，故實際上亦屬同步播放安排。

#### 台灣
台灣在老三台時代，亦常有同步聯播節目的情形，被稱為「三台聯播」。現今如遇重大事件（如奧運、國慶大典）進行時，五家無線電視台（台視、中視、華視、民視與公視）亦會以同步廣播的方式播出。

### 越南
越南实施与中华人民共和国类似的广播电视体制，因此，越南各省的电视台主频，都会在每天晚上7点转播越南国家电视台的《时事》新闻节目。

### 日本
在日本，基於法令上的限制，除了屬於公共媒體性質的日本放送協會（NHK）之外，實際上沒有全國性的電視頻道，因此各地的無線電視台便組成全國性聯播網，形成所謂「五大民營電視網」，黃金時段的節目（尤其是新闻节目）、以及需要大成本製作的節目（例如電視劇），多為同步播出。

#### NHK
如有重大事件（如政坛变动、重大灾害等），NHK部分频道会同步播出，有时甚至会在所有频道中同步播放，此时被称为“七波全中”。

### 马来西亚
- Astro Ria HD兴Astro Ria同步廣播。
- Astro Mustika HD兴Astro Warna，Astro Citra和Astro Bella同步廣播。
- Astro Maya HD兴Astro Prima，Astro Oasis，Astro TVIQ，Astro Ceria同步廣播。
- Astro Vinmeen HD兴Astro Vaanavil同步廣播。
- Astro华丽台HD兴Astro华丽台同步廣播。
- Astro全佳HD兴Astro小太阳同步廣播。
- Astro AEC HD兴Astro AEC同步廣播。
- Astro欢喜台HD兴Astro欢喜台同步廣播。
- Astro On Demand HD兴Astro On Demand同步廣播。
- Astro双星HD兴Astro双星同步廣播。
- Astro SuperSport HD兴Astro SuperSport同步廣播。
- Astro SuperSport 2 HD兴Astro SuperSport 2同步廣播。
- Astro SuperSport 3 HD兴Astro SuperSport 3同步廣播。
- Astro SuperSport 4 HD兴Astro SuperSport 4同步廣播。

## 并机播出
并机播出，通常指某个广播电台、电视台把自己的某几套节目（或全部频道）联通，在同一时间播出一样的内容。如中国中央电视台综合频道,国防军事频道和新闻频道北京时间每天19:00同步播出《新闻联播》就属于并机直播，而地方台转播《新闻联播》一般不视为并机播出。